# Alois Richard Nykl
Alois Richard Nykl (13. prosince 1885, Kachní Louže, samota u vsi Radlice – 5. prosince 1958, Evanston, Illinois, USA) byl český a americký lingvista a polyglot žijící a pracující převážně v USA.

## Život
Již v patnácti letech ovládal mnoho jazyků. Svůj doktorát získal v roce 1921 na Chicagské univerzitě. Během života se naučil desítky jazyků, z nichž řadu ovládal jako rodilý mluvčí. Kromě USA žil v mnoha zemích, například Mexiku, Egyptu, Indii, Číně, Japonsku, Portugalsku nebo Španělsku. V Portugalsku a Španělsku se podílel na rozluštění starých arabských nápisů. Do češtiny přeložil Korán. Vyučoval jazyky na několika amerických univerzitách – University of Chicago, Marquette University, Northwestern University, University of Wisconsin at Madison a Harvardu. Editoval mnoho rukopisů arabské středověké literatury a jako první přeložil Holubiččin náhrdelník od Ibn Hazma do některého z evropských jazyků (do angličtiny, vyšlo v Paříži roku 1931).[zdroj?] Za první světové války aktivně vystupoval v českém národním hnutí v Americe a vedl společně s Enrique Stanko Vrázem (Nykl v Americe pracoval pro Vrázova tchána Augusta Geringera) kampaň za znovuzvolení prezidenta Wilsona americkým prezidentem.[zdroj?] Z mnoha dopisů z dvacátých let je však patrné Nyklovo rozčarování nad politikou, kterou prezident Wilson po svém znovuzvolení vedl.[zdroj?]

## Osobnost
Nykl byl velký pacifista a elitní lingvista vyznačující se silnou kritičností.[zdroj?] Jeho recenze často obsahovaly zdrcující a oprávněně kritické námitky.[zdroj?] Jeho hrob se nachází na All Saints Cemetery v Des Plaines, Illinois a na jeho přání nebyl označen.[zdroj?] Lze však dohledat.[zdroj?] Jeho osobní věci jsou v majetku Náprstkova muzea, jemuž je odkázal.[zdroj?] Nykl byl samotářský až podivínský typ člověka, který zasvětil celý svůj život vědě.[zdroj?] Jeho neustálé cestování a s tím spojená nestálost pracovního místa způsobila, že po sobě nezanechal žádného žáka, který by kráčel v jeho stopách případně bránil některé výsledky jeho výzkumu.[zdroj?]

## Částečná Bibliografie

### Knihy
- Motorists‘ Guide to Japan, with a glossary of automobile terms in English, German, French, Japanese. Japan, june 1914.
- Dva portretáři (Two Portraitists, a picaresque novel), Daily Svornost, 1917–1918.
- A Compendium of Aljamiado Literature : El Rrekontamiento del rrey Ališandre. New York-Paris, 1929.
- A Book Containing the ‚risála‘ known as ‚The Dove’s Neck Ring‘, about Love and Lovers, by Abú Muhammad‚ ALi Ibn Hazm al-ANdalusi, translated from the unique manuscript in the University of Leiden, ed. by D. K. Pétrof in 1914, with Introduction and Notes. Paris, P. Geuthner, 1931.
- Kitáb al-Zahrah (The Book of the Flower), the first half, composed by Abú Bakr Muhammad ibn Abí Sulaimán Dáwúd al-Isfahání (d. A.H: 297/A.D. 909), edited from the unique manuscript at the Egyptian Library at Cairo, in collaboration with Ibráhím Abd al-Fattáh Túqán (Studies in Ancient Oriental Civilization, 6), Beirut-Chicago, The University of Chicago Press, 1932.
- El cancionero del šeih, nobílisimo visir, maravilla del tiempo, Abú Bakr Aben Guzmán (Ibn Quzmán, b. ca 1080–1160), edition and partial translation(Publicaciones de la Escuela de Estudios Árabes, A, I, Madrid-Granada, E. Maestre, 1933.
- Qur’án, translation into Czech. první vydání Praha, 1934, druhé vydání Praha 1938.
- Věčné Japonsko. Praha, 1939.
- Historia de los amores de Bayád y Riyád : una ‚chantefabel‘ oriental en estilo persa (Vat. ar. 368), edition and translation, New York, The Hispanic SOciety of America, 1941.
- Cronica del Rrey dom Affomsso Hamrriquez, por Duarte Galvˇao. Partial critical edition. Cambridge, Mass., 1942.
- Troubadour Studies : A critical Survey of REcent Books Published int This Field. Cambridge, Mass. 1944.
- Hispano-Arabic Poetry and Its Relations with Old Provencal Troubadours. Baltimore, J. H: Furst Co., 1946.
- Kan-Ji : A new Method Comprising 2700 Sinico-Japanese Characters, Based on a complete analysis of 2263 pages of Kekyúsha’s New Japanese- English Dictionary. Cambridge, 1947.
- Gonzalo de Argote y de Molina’s Discurso sobre la poesía castellana conteninad en este libro (i. e., El libro de Patronio o El conde Lucanor) and Bartholomaeus Gjorgjević, Baltimore 1948.
- Mukhtárát min aš-ši’r al-andalusí. Selections from HIspano-Arabic poetry. Beirut, DAr al-ilm li-lamlajin, 1949.
- Glosario preliminar de voces de origen árabe y persa en las traducciones hechas por orden del Rey Don Alfonso X el Sabio. Madison, Wis, 1953.
- KRS: The Death of a Myth, Madison, Wis, 1955 (On Kensington Rune Stone).
- Archer Milton Huntington (10 march, 1870 – 11 December, 1955) : In memoriam, Bethel, COnn. 1956.
- Universal Ethics, based on a new revision of the problem fo Good and Evil, Madison, wis, 1956.
- Rasmus Rask’s Grave. In memoriame of the 135th Anniversary of His Death, 1832–1957. Evanston, Ill 1957.
- Remarks on Czech Grammar and other linguistic subjects ; with a review of ‚A modern Czech Grammar‘ by William E. Harkins (and Marie Hnyková), New York 1953. Middletown, Pa, Jednota Press, n. d. (1957).

### Studie a články
- The real Omar Khayyám, The Japan Gazette, Yokohama 1912.
- Beauty Spots of Yokohama, The Japan Gazette, Yokohama, 1916.
- Československý stát (Czechoslovak State), Daily Svornost, April 1917.
- Jan Amos Komenský, (Comenius), Daily Svornost, March 28, 1917.
- Yokohama, travel, 1917.
- Slovanský Obzor (Slavic Horizon), Daily Svornost, 1917–1918.
- The Talisman in BAlzac’s La Peau de Chagrin, Modern Language Notes, XXXIV, 1919, pp. 479–481.
- Two Arabic Words in the Romancero, Modern Philology XVII (1919–1920), pp. 167–168.
- Democracy in Japan, Grinnell Review (Grinnell Iowa), 1920.
- Mexicans in the United States, Grinnel Review, 1920.
- Old Spanish girgonca, Modern Philology XVIII, 1920-21, 597-600.
- Ibn Hazm’s Treatise on Ethics, American Journal of Semitic Languages XL, 1923, pp. 30–36.
- Andy Gump, diputado a Cortes : entremés, estilo Gil Vicente, Hispania VII, 1924, pp. 197–202.
- Los primeros mártires del Japón and Triunfo de la fe en los reinos del Japón, Modern Philology XXII, 1924–1925, pp. 305–323.
- Summer School in the University of Mexico, Hispania VIII, 1925, 52-55.
- Arabic-Spanish Etymologies, Modern Philology XXIII, 1925–1926, pp. 103–104.
- Mexican-Spanish Etymologies, Modern Philology XXIII, 1925–1926, pp. 349–353.
- Las pruebas mentales de Sancho Panza: juguete cómico, estilo Cervantes, Hispania, IX, 1926, pp. 112–125.
- Quinary-vigesimal System of Counting in Europe, Asia and America, Language II, 1926, 165-173.
- Old Spanish Terms of Small Value, Modern Language Notes XLII, 1927, pp. 311–313.
- Traveltalkers Spanish, Hispania, 1927, 22-29.
- Brevity as a Criterion of Language, American Journal of Philology XLIX, 1928, pp. 57–73, pp. 378–383.
- Universal Ethics based on a new revision of teh problem of Good and Evil, World Unity Magazine, june 1928.
- A compendium of Aljamado Literature : El rrekontamiento del rrey Ališandre, Revue Hispanique LXXVII, 1929, pp. 409–611.
- Linguistic Genius, Čecho-Slovak Student, Lisle, Illionis, February, 1929.
- Pícaro, Revue Hispanique LXXVII, 1929, pp, 172-186. (Etymology of the word pícaro)-
- Old Spanish Terms of Small Value, Modern Language Notes XLVI, 1931, pp. 166–170.
- Aljamiado Texts in Tunisia, Revue Hispanique LXXXI, 1933, Part I. pp. 250–255.
- La poesía a ambos lados del Pirineo hacia el aňo 1100, Al-Andalus I, 1933, pp. 357–408.
- Una canción popular marroquí, al-Andalus II, 1934, pp. 207–214.
- Remarks on Aljamiado Texts, The American Journal of Philology LV, 1934, pp. 185–190.
- Etruskové, Národní Listy, Praha, Srpen 1935.
- The Latest in Troubadour Studies, Archivum Romanicum XIX, 1935, pp. 227–236.
- Las inscripciones árabes de la Alhambra y del generalife, al-Andalus IV, 1936, pp. 174–194.
- Notes on Palmer’s translation of the Qur’án, Journal of the American Oriental Society LVI, 1936, pp. 77–84.
- Nuevos datos sobre el Kitáb as Zahrá, al-Andalus IV, 1936, pp. 147–154.
- Biograpische Fragmente über Ibn Quzmán, Der Islam XXV, 1938, pp. 101–133.
- Cancionero de Baena 226 V. 2, Hispanic REview VI, 1938, pp. 101–103.
- Notas sobre el espanol de Yucatán, Vera Cruz y Tlaxcala, translated by Pedro Henríquez Ureňa in Pedro Henríquez Ureňa, ed., El Espaňol en Méjico, los Estados Unidos y la América Central (Biblioteca de dialectología hispanoamericana, Vol. IV (Buenos Aires, Imprenta de la Universidad de Buenos Aires, 1938, pp. 207–225
- L’influence arabe-andalouse sur les troubadours, Bulletin Hispanique XLI, 1939, 305-315.
- A pedra misetriosa de Santarém, Correio de Extremadura, abril 1939.
- Die Aftasiden von Badajoz, Der Islam XXVI, 1940, pp. 16–48.
- Algunas inscripciones árabes de Portugal, al-Andalus V, 1940, pp. 390–411.
- Al-bašáma aw marthiyyah ibn Abdún, al-Amálí, Beirut, II, 1940, pp. 163–166.
- La elegía árabe de Valencia, Hispanic Review VIII, 1940, pp. 9–17.
- A inscricao de Sé Velha, Diario de Coimbra, August 23, 1940.
- Algumas observacaoes sobre as línguas orientais citadas en Peregrinacam de Fernaou Mendes Pinto, Petrus Nonius, Lisbon, III, 1941, pp. 181–188.
- Dice in an Old Czech Passion Play, The Slavonic Year-Book (editors P. E. Mosely, S. M. Cross, S.H. Thomson; published for a committee of American Scholars; Menasha, Wis., * The Banta Publishing Co., 1941, pp. 200–205.
- Inscricoes árabes existentes no Museo Arquelógico de Carmo, Trabalhos da Associacao dos Arquelogos Portuguesese V, 1941, pp. 7–8.
- Arabic Phrases in El Conde LUcanor, HIspanic Review X, 1942, 12-17.
- Inscricoes árabes do Museu do Dr. José Leite de Vasconcelos, Ethnos VII, 1942.
- Los primeros mártires del Japón, Hispanic Review X, 1942, 160-162.
- Alí b. Abí Tálib’s Horoscope, Ars Islamica IX, 1944.
- Czechoslovakia or Czecho-Slovakia, East European and Slavonic Review XXII, 1944, pp. 99–110.
- Remarks on Recent Linguistics, American Slavonic Review IV, 1945, pp. 195–201.
- Arabic Inscriptions in Portugal, Ars Islamica XI-XII, 1946, pp. 167–183.
- Jaufré Rudel, Rueca (México D.F.), NO. 16, 6-9, (1946)
- Old Provencal Lyric poetry, Thought, XXI, 1946, 574-576.
- Something New on Ibn Quzmán, Speculum XXI, 1946, pp. 498–499.
- Algo nuevo sobre Ibn Quzmán, al-Andalus XII, 1947, pp. 123–126. Translation by José Vázquez Ruiz předchozího článku.
- A note on Ibn Quzmán, Speculum XXII, 1947, pp. 626–627.
- A rectification, Modern Philology XLIV, 1946, 205.
- A Shephard’s Amulet, Journal of the American Oriental Society LXIX, 1949, pp. 34–35.
- An Artist’s Signature (Camoes in Goa), Modern Language Notes LXV, 1950, pp. 403–404.
- Ciarlatano, Modern Language Notes LXV, 1950, pp. 518–521.
- Dante, Inferno XXXI. 67 (Rafael mai amex izabi almi), Estudios dedicados a Menéndez Pidal, Vol. III, Madrid: CSIC, 1952, pp. 321–343.
- Hispano-Arabic Poets in 1001 Nights, Estudios Hispánicos (Homenaje Archer Milton Huntington). Wellesley, Mass. 1952, pp. 477–490.
- Libro conplido en los juizios de las estrellas, Speculum XXIX, 1954, pp. 85–89.
- Arabic Inscription on Freer Museum Vase, Ars Orientalis II, 1957, pp. 496–497.
- Edward Beneš on Munich Days, Slovakia, December 1957.
- Mama, Papa, Dada, Orbis VI, 1957, pp. 437–441.
- Syrian Arabic Phrases in Basque, Hispanic Review, XXV, 1957, pp. 121–122.